# Третий Километр
Тре́тий киломе́тр — поселок в Шацком районе Рязанской области в составе Ямбирнского сельского поселения.

## География
Поселок Третий Километр расположен на Окско-Донской равнине на левом берегу реки Идовки у ее истоков в 45 км к востоку от города Шацка. Расстояние от поселка до районного центра Шацк по автодороге — 52 км.
Поселок находится посреди большого лесного массива; к югу и юго-западу от него расположены урочища (бывшие населенные пункты) Топливная Ветка и Золотая Поляна. Ближайший населенный пункт — поселок Свеженькая.

## Население
| 1989 | 2010 | 2012 |
| ---- | ---- | ---- |
| 80   | ↘5   | ↗6   |

По данным переписи населения 2010 г. в поселке Третий Километр постоянно проживают 5 чел. (в 1992 г. — 80 чел.).

## Происхождение названия
Поселок Третий Километр получил свое название по расстоянию до линии железной дороги «Вернадовка — Кустаревка».

## История
Поселок Третий Километр был основан в 1914 г. в местах лесозаготовок. Здесь, на пилораме князя Н. И. Гагарина были налажены распиловка древесины на доски, тёс, дрова, хлыст, жерди, производство тележных осей, клёпок для бочек и других заготовок. 
В советское время жители поселка также работали, в основном, на лесозаготовке.

## Транспорт
На расстоянии 2,1 км к северо-востоку от поселка Третий Километр расположена станция Свеженькая железнодорожной линии «Вернадовка — Кустаревка» Московской железной дороги.